# Krishnapersad Khedoe

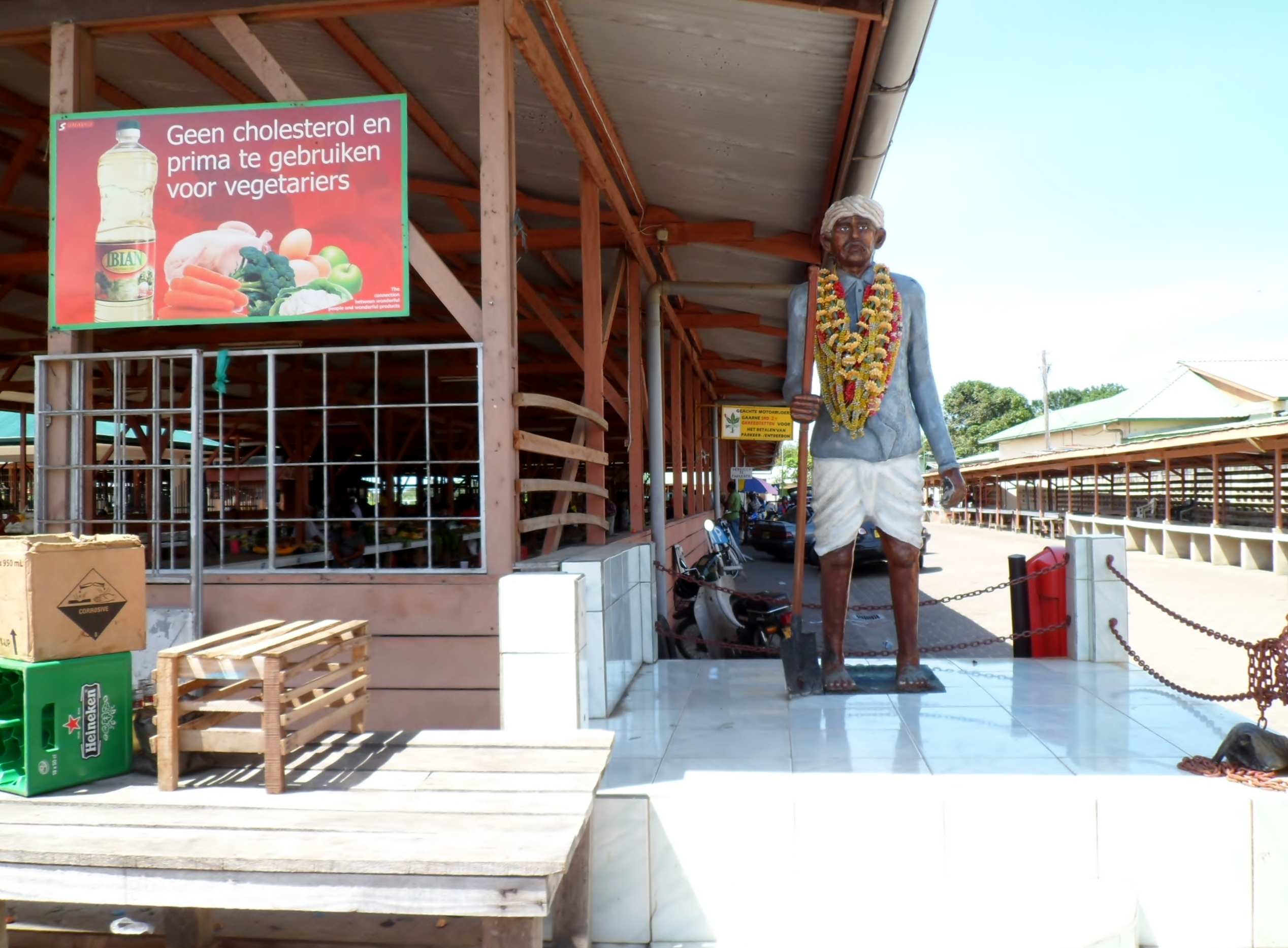
Jai-Kisan-Monument von Krishnapersad Khedoe für den Sonntagsmarkt von Paramaribo, Kwatta

Krishnapersad Khedoe (* 19. November 1940; † 20. Januar 2017) war ein surinamischer Bildhauer. Zu seinen über 165 Werken zählt Baba und Mai aus dem Jahre 1994, ein Denkmal der Erinnerung an die hindustanische Einwanderung in Surinam.

## Lebensbeschreibung
Khedoe entwickelte seine Leidenschaft für Kunst als Kind.  Von 1971 bis 1976 entwickelte er sich weiter an der Königliche Akademie für Bildende Kunst in Den Haag. Danach kehrte er zurück nach Surinam. Er war einer der ersten hindustanischen Bildhauer aus Surinam. Nebst Bildhauer war er auch ein Bauer. Weiter war er auf musikalischem und religiösem Bereich aktiv und wurde hierfür mit unterschiedlichen Prämien ausgezeichnet.
Er machte mehr als 165 Kunstwerke für einzelne Auftraggeber, Vereine und Mandirs. Eins seiner bekanntesten Werke ist die massive Aluminiumskulptur Baba und Mai. Diese wurde am 4. Juni 1994 enthüllt und symbolisiert die hindustanische Einwanderung. Das beigefügte Zitat ‘Wo es mir gut geht, da ist mein Vaterland’ stammt von Mahatma Gandhi. Ein anderes bekanntes Bild seiner Hand ist das Jai-Kisan-Denkmal. Diese Statue wurde den Bauern gewidmet und steht in der Nähe des Sonntagsmarkts bei Kwatta. Khedoe hat Schülern des Nola Hatterman Instituts ein Jahr lang kostenlosen Unterricht erteilt.
Im Januar 2017 starb er im Alter von 76 Jahren im Krankenhaus nach einer langen Krankheit.